# احتكام إلى الغنى

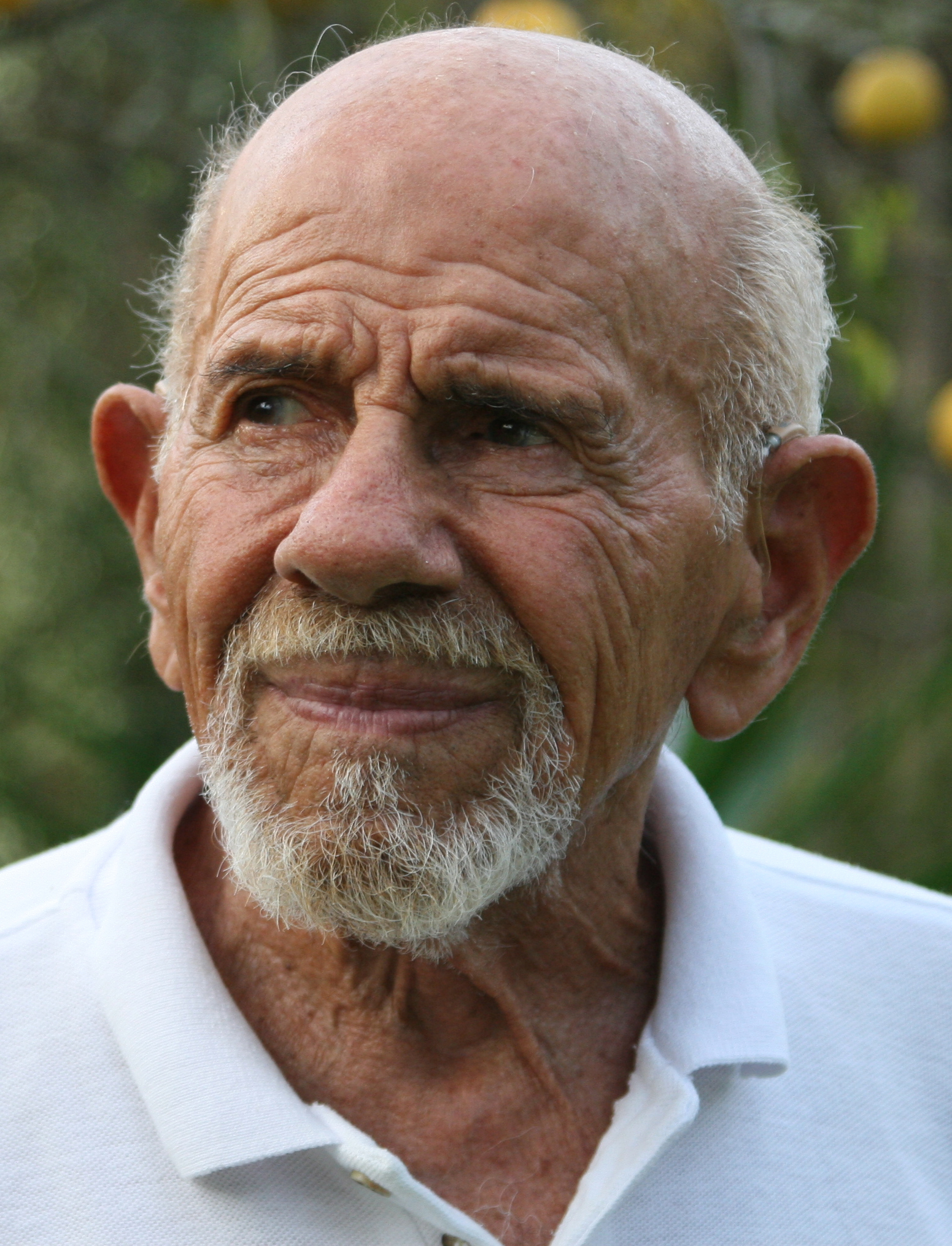

الاحتكام إلى الغنى أو مغالطة الحقيبة هي مغالطة غير صورية في استنتاج أن البيان صحيح لمجرد أن المتحدث ثري (أو أن البيان غير صحيح لأن المتحدث إنسان فقير). العكس هو الاحتكام إلى الفقر.

## الاستخدام
إن كنت ذكياً جداً فلم لست ثرياً؟
هذا القانون الجديد هو فكرة جيدة. معظم الأشخاص الذين يعارضونه يجنون أقل من عشرين ألف دولار أمريكي سنوياً.
وارن بافيت يستضيف ندوة وهذه الندوة أفضل من غيرها لأن وارن بافيت أغنى من معظم الناس.